# 토머스 에드거

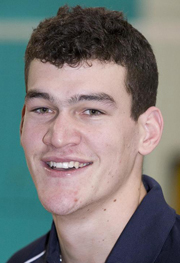

토머스 패트릭 에드거(Thomas Patrick Edgar, 1989년 6월 21일 ~ )는 오스트레일리아의 배구 선수이다. 2013년부터 2015년까지 구미 KB손해보험 스타즈 소속으로 한국 V리그 2년간 정규시즌 66경기에서 1,897점(경기당 평균 28.7점)을 기록했다. 이후 중국에서 한 시즌을 뛰었고 2016-2017 시즌에는 아르헨티나 리그로 진출하여 맹활약을 펼치며 소속팀 볼리바르에 7년만의 리그 우승을 안겼고, 최고 득점을 올리며 리그 MVP를 차지했다.